# El Platanito, Sinaloa
El Platanito är en ort i Mexiko.   Den ligger i kommunen Guasave och delstaten Sinaloa, i den västra delen av landet, 1 200 km nordväst om huvudstaden Mexico City. El Platanito ligger 17 meter över havet och antalet invånare är 540.
Terrängen runt El Platanito är mycket platt. Runt El Platanito är det ganska tätbefolkat, med 100 invånare per kvadratkilometer. Närmaste större samhälle är Guasave, 15,4 km väster om El Platanito. Trakten runt El Platanito består till största delen av jordbruksmark.